# Ak Sai Waterfall
Ak Sai Waterfall är ett vattenfall i Kirgizistan. Det ligger i den centrala delen av landet, 40 km söder om huvudstaden Bisjkek. Ak Sai Waterfall ligger 2 879 meter över havet.
Terrängen runt Ak Sai Waterfall är mycket bergig. Runt Ak Sai Waterfall är det ganska tätbefolkat, med 67 invånare per kvadratkilometer. Trakten runt Ak Sai Waterfall består i huvudsak av gräsmarker.